# Gymnothorax bacalladoi
Gymnothorax bacalladoi är en fiskart som beskrevs av Böhlke och Brito, 1987. Gymnothorax bacalladoi ingår i släktet Gymnothorax och familjen Muraenidae. Inga underarter finns listade i Catalogue of Life.